# Porcupine Lake
Pour plus de détails, voir Fiche technique et Distribution.
Porcupine Lake est un film canadien écrit et réalisé par Ingrid Veninger, sorti en 2017.

## Synopsis
C'est l'histoire de la vie secrète de jeunes filles dans le nord de l'Ontario lors d'un chaud été. L'âge adulte n'est pas encore là, mais l'enfance disparaît.

## Fiche technique
- Titre : Porcupine Lake
- Réalisation : Ingrid Veninger
- Scénario : Ingrid Veninger
- Producteur : Ingrid Veninger, Randi Kirshenbaum
- Société de production : pUNK FILMS
- Montage : Chris Mutton
- Photographie :
- Musique :
- Langue d'origine : Anglais canadien
- Pays d'origine :  Canada
- Genre : Drame, romance saphique
- Lieux de tournage : Port Severn, Barrie, Ontario, Canada
- Durée : 100 minutes (1 h 40)
- Date de sortie :
  -  Canada 2017

## Distribution
- Lucinda Armstrong Hall : Kate
- Delphine Roussel : Ally
- Christopher Bolton : Scotty
- Maxime Robin : Emile
- Cassäundra Sloan : Cheryl
- Brad Linton : Billy
- Hallie Switzer : Lola
- Harrison Tanner : Romeo
- Charlotte Salisbury : Bea
- Eric Lehto : Eric
- Hannah Bussiere : Movie Teen 1
- Tony Cauch : Pipe
- Mikael Amonsen : Nick
- Keri Bailey : Tammy
- Grace Cowden : Ruth